# 염충
염충(閻忠, ? ~ 189년)은 후한말 서량 사람이다.
《삼국지》에 따르면 무명 시절의 가후를 장량, 진평에 비유하며 높이 평가했다. 황보숭에게 쿠데타를 권유했지만 받아들여지지 않았다. 187년 량주의 난이 일어나자 마등, 한수 등에 의해 반란군의 장으로 추대되었으나 얼마 못가 죽었다.